# Giantito Burchiellaro
Giantito Burchiellaro (Venezia, 9 febbraio 1940) è uno scenografo italiano, vincitore del Nastro d'argento alla migliore scenografia nel 1996 per il film Sostiene Pereira e nel 2003 per il film Prendimi l'anima.

## Biografia
La sua carriera ha avuto inizio nel 1965, collaborando con i scenografi Piero Gherardi e Luciano Ricceri per il film Giulietta degli spiriti di Federico Fellini. Quindi ha lavorato con il regista Sergio Corbucci (per i film Di che segno sei?, Er più - Storia d'amore e di coltello, La mazzetta, La casa stregata). Ha anche firmato varie scenografie per il regista Pasquale Festa Campanile. Poi ha lavorato con Marco Bellocchio. Sul piano internazionale va ricordata la scenografia del fim I colori dell'anima - Modigliani, e quella del film russo La vita è bella di Grigori Chukhrai.

## Filmografia

### Scenografo
- Giulietta degli spiriti, regia di Federico Fellini (1965)
- Rebus, regia di Nino Zanchin (1968)
- Er più - Storia d'amore e di coltello, regia di Sergio Corbucci (1971)
- La Califfa, regia di Alberto Bevilacqua (1971)
- Trastevere, regia di Fausto Tozzi (1971)
- I corpi presentano tracce di violenza carnale, regia di Sergio Martino (1973)
- L'emigrante, regia di Pasquale Festa Campanile (1973)
- Milano trema: la polizia vuole giustizia, regia di Sergio Martino (1973)
- Il bestione, regia di Sergio Corbucci (1974)
- Arrivano Joe e Margherito, regia di Giuseppe Colizzi (1974)
- Di che segno sei?, regia di Sergio Corbucci (1975)
- Cara sposa, regia di Pasquale Festa Campanile (1977)
- Autostop rosso sangue, regia di Pasquale Festa Campanile (1977)
- La mazzetta, regia di Sergio Corbucci (1978)
- Amori miei, regia di Steno (1978)
- Il bandito dagli occhi azzurri, regia di Alfredo Giannetti (1980)
- La vita è bella, regia di Grigori Chukhraj (1981)
- Nessuno è perfetto, regia di Pasquale Festa Campanile (1981)
- La casa stregata, regia di Bruno Corbucci (1982)
- Il tango della gelosia, regia di Steno (1982)
- Scusa se è poco, regia di Marco Vicario (1982)
- Messico in fiamme, regia di Sergey Bondarchuk (1982)
- Ars amandi - L'arte di amare, regia di Walerian Borowczyk (1983)
- Salomè, regia di Claude d'Anna (1986)
- Hotel Colonial, regia di Cinzia TH Torrini (1987)
- La visione del Sabba, regia di Marco Bellocchio (1988)
- Paura e amore, regia di Margarethe von Trotta (1988)
- La ciociara, regia di Dino Risi – film TV (1989)
- Mio caro dottor Gräsler, regia di Roberto Faenza (1990)
- La condanna, regia di Marco Bellocchio (1991)
- Abissinia, regia di Francesco Ranieri Martinotti (1993)
- Il mostro, regia di Roberto Benigni (1994)
- Il maresciallo Rocca (1996), 4 episodi :
  - L'amica del cuore
  - L'ostaggio
  - Morire d'amore
  - Una morte annunciata
- Il principe di Homburg, regia di Marco Bellocchio (1997)
- Harrison's Flowers, regia di Elie Chouraqui (2000)
- Perlasca - Un eroe italiano Tv, regia di Alberto Negrin (2002)
- Prendimi l'anima, regia di Roberto Faenza (2002)
- I colori dell'anima - Modigliani, regia di Mick Davis  (2004)
- Il cuore nel pozzo, regia di Alberto Negrin – miniserie TV (2005)
- Caravaggio, regia di Angelo Longoni – miniserie TV (2007)
- L'ultimo Pulcinella, regia di Maurizio Scaparro (2008)
- La mia casa è piena di specchi, regia di Vittorio Sindoni – miniserie TV (2010)
- L'imbroglio nel lenzuolo, regia di Alfonso Arau (2010)
- Tiberio Mitri - Il campione e la miss, regia di Angelo Longoni – miniserie TV (2011)
- Sarò sempre tuo padre, regia di Lodovico Gasparini – miniserie TV (2011)
- Francesco, regia di Liliana Cavani – miniserie TV (2014)

### Architetto-scenografo
- Un detective regia di Romolo Guerrieri (1969)
- L'etrusco uccide ancora regia di Armando Crispino (1972)
- I corpi presentano tracce di violenza carnale regia di Sergio Martino (1973)
- Simone e Matteo - Un gioco da ragazzi regia di Giuliano Carnimeo (1976)
- La vita è bella regia di Grigori Chukhraj (1981)
- La salamandra regia di Peter Zinner (1981)
- Fracchia la belva umana regia di Neri Parenti (1981)
- Bingo Bongo regia di Pasquale Festa Campanile (1982)
- Copkiller (L'assassino dei poliziotti) regia di Roberto Faenza (1982)
- Kidnapping - Pericolo in agguato regia di Élie Chouraqui (1987)
- Qualcuno in ascolto regia di Faliero Rosati (1988)
- Étoile regia di Peter Del Monte (1989)
- Tamerlano the Great regia di Ali Hamroyev (1991)
- Storia di una capinera regia di Franco Zeffirelli (1993)
- Sostiene Pereira regia di Roberto Faenza (1995)
- Prendimi l'anima regia di Roberto Faenza (2002)
- Lo scandalo della Banca Romana miniserie televisiva, regia di Stefano Reali (2010)

### Arredatore
- I girasoli regia di Vittorio De Sica (1970)
- La collera del vento regia di Mario Camus (1970)
- Don Chisciotte Tv, regia di Maurizio Scaparro (1983)
- La discesa di Aclà a Floristella regia di Aurelio Grimaldi (1992)

### Dipartimento artistico
- La bisbetica domata regia di Franco Zeffirelli (sketch artist) (1967)
- C'era una volta... regia di Francesco Rosi (assistente direttore artistico) (1967)
- I protagonisti regia di Marcello Fondato (assistente scenografo) (1968)
- Il Casanova di Federico Fellini regia di Federico Fellini (scenografie set) (1976)

### Costumista
- Arrivano Joe e Margherito regia di Giuseppe Colizzi (1974)

### Montatore
- Il miglior sindaco, il re regia di Rafael Gil (1974)

## Riconoscimenti
- Nastro d'argento alla migliore scenografia:
  - 1996: per il film Sostiene Pereira
  - 2003: per il film Prendimi l'anima
- Ciak d'oro per la migliore scenografia:
  - 1998: per il film Il principe di Homburg[1][2]